# DAO (ген)
DAO (англ. D-amino acid oxidase) – білок, який кодується однойменним геном, розташованим у людей на 12-й хромосомі. Довжина поліпептидного ланцюга білка становить 347 амінокислот, а молекулярна маса — 39 474.
| 10         |  | 20         |  | 30         |  | 40         |  | 50         |
| ---------- |  | ---------- |  | ---------- |  | ---------- |  | ---------- |
| MRVVVIGAGV |  | IGLSTALCIH |  | ERYHSVLQPL |  | DIKVYADRFT |  | PLTTTDVAAG |
| LWQPYLSDPN |  | NPQEADWSQQ |  | TFDYLLSHVH |  | SPNAENLGLF |  | LISGYNLFHE |
| AIPDPSWKDT |  | VLGFRKLTPR |  | ELDMFPDYGY |  | GWFHTSLILE |  | GKNYLQWLTE |
| RLTERGVKFF |  | QRKVESFEEV |  | AREGADVIVN |  | CTGVWAGALQ |  | RDPLLQPGRG |
| QIMKVDAPWM |  | KHFILTHDPE |  | RGIYNSPYII |  | PGTQTVTLGG |  | IFQLGNWSEL |
| NNIQDHNTIW |  | EGCCRLEPTL |  | KNARIIGERT |  | GFRPVRPQIR |  | LEREQLRTGP |
| SNTEVIHNYG |  | HGGYGLTIHW |  | GCALEAAKLF |  | GRILEEKKLS |  | RMPPSHL    |

A: Аланін

C: Цистеїн

D: Аспарагінова кислота

E: Глутамінова кислота

F: Фенілаланін

G: Гліцин

H: Гістидин

I: Ізолейцин

K: Лізин

L: Лейцин

M: Метіонін

N: Аспарагін

P: Пролін

Q: Глутамін

R: Аргінін

S: Серин

T: Треонін

V: Валін

W: Триптофан

Кодований геном білок за функцією належить до оксидоредуктаз. 
Білок має сайт для зв'язування з ФАД, флавопротеїном. 
Локалізований у пероксисомах.